# Kantyna

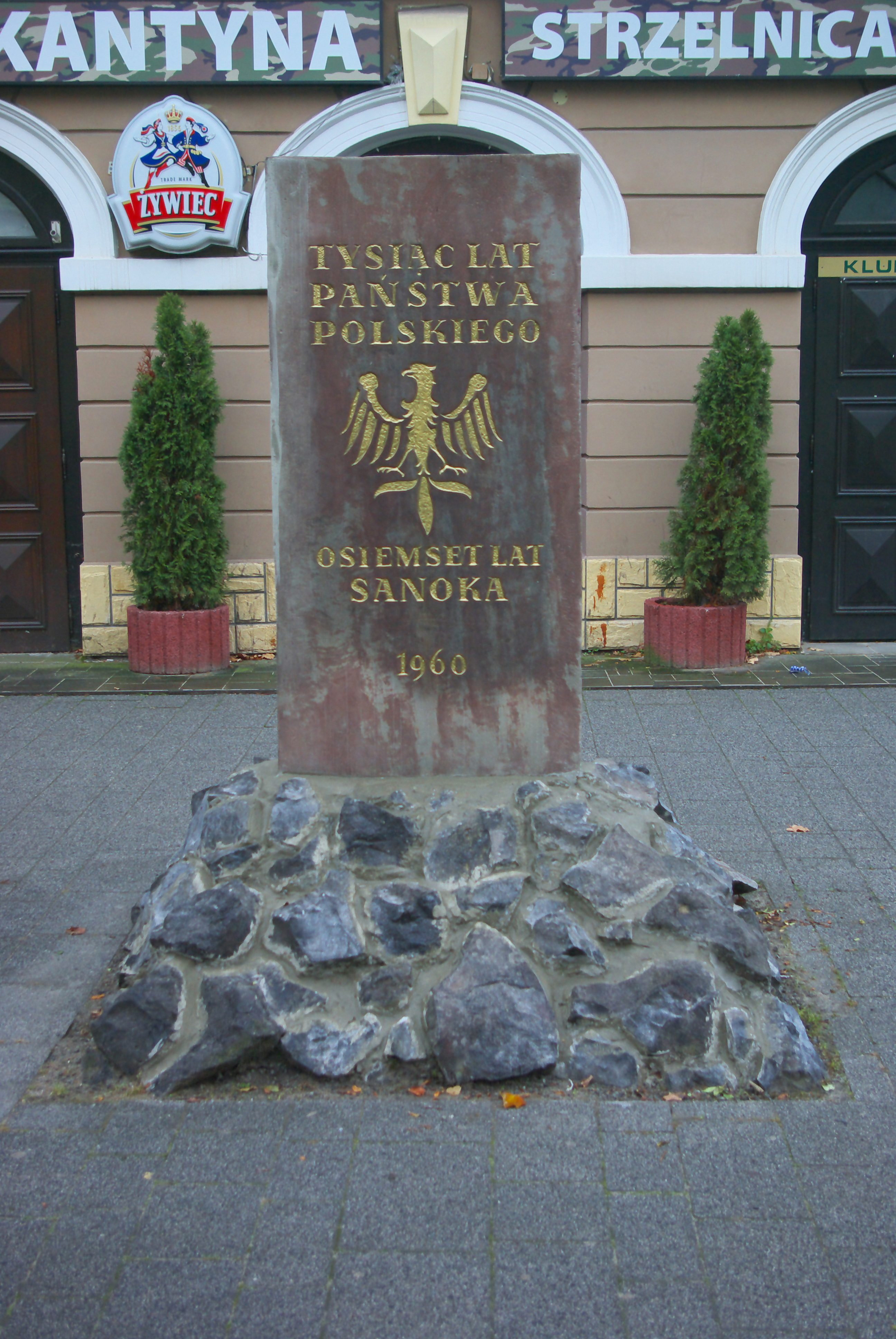
Kantyna

Kantyna (wł. cantina – piwnica) – niewielki sklep wojskowy, sprzedający podstawowe produkty (dla żołnierzy lub pracowników cywilnych danej instytucji): papierosy, prasę, środki czystości, bieliznę, herbatę itp. Bywa łączony z barem lub kawiarnią.
Nie zawsze jednak ten termin odnosił się do bufetu wojskowego. Pierwotnie był to rodzaj skrzyni obitej na zewnątrz skórą, a wewnątrz wyłożonej aksamitem. Służyła do przewożenia niezbędnych szlachcicowi w długiej podróży przedmiotów, w tym butelek, kieliszków czy sztućców. Z czasem, kiedy przestano zabierać kantyny ze sobą (w XIX wieku, kiedy podróżowano już koleją i rozwinęło się hotelarstwo), służyły w domach jako przechowalnie dla sreber stołowych. W pierwszych dziesiątkach XX wieku kantynami nazywano podręczne pudła zabierane w podróż samochodem, wewnątrz których przewożono alkohol, kieliszki i zakąskę lub termos z kawą i filiżanki.